# Erica kraussiana
Erica kraussiana är en ljungväxtart som beskrevs av Johann Friedrich Klotzsch och Wilhelm Gerhard Walpers. Erica kraussiana ingår i släktet klockljungssläktet, och familjen ljungväxter. Inga underarter finns listade i Catalogue of Life.